# Модель векторної домінантності

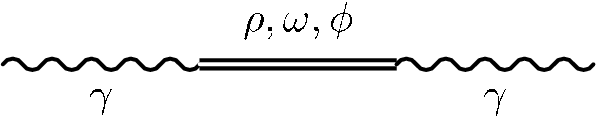
Діаграма внеску Векторні мезони у пропагатор фотона згідно з МВД

Модель векторної домінантності (МВД) — це феноменологічна модель, що описує взаємодію фотона з адронами. В основу цієї моделі покладено припущення, що фотон, взаємодіючи з адронами, попередньо переходить у векторні мезони ρ0, ω, φ і їх збуджені стани. Це припущення базується на тому факті, що у фотона й у векторних мезонів однакові квантові числа. Тому перехід фотона у векторний мезон не заборонений, на відміну від інших мезонів.
Модель векторної домінантності широко використовується у фізиці високих енергій, особливо в області енергій нижче 10 Гев. Це обумовлено тим, що точні розрахунки на основі квантової хромодинаміки в цій області енергій вкрай складні, а часто й просто неможливі. У свою чергу, передбачення моделі векторної домінантності в цій області енергій добре погоджуються з експериментом.